# مقاطعة أترخت
أُترِخت أو أوترخت أو أستريط أو أستريك (بالهولندية:  Utrecht ) هي مقاطعة من مقاطعات هولندا. يبلغ عدد سكانها 1,180,039 نسمة وذلك حسب إحصائيات سنة 2006. تبلغ مساحتها 1,386 كم².

## وصلات خارجية
- الموقع الإلكتروني

## البلديات
تتكون مقاطعة أوترخت من 26 بلدية:
| - آمرسفورت - بارن - بونيك - بونسخوتن - دي بيلت - دي رونده فينن - إيمنيس - هاوتن - آيسلستاين - لوسدن | - لوبيك - مونتفورت - نيواخاين - آودافاتر - رينسفاوده - رينن - سوست - ستيخسته فيخت - أوترخت - أوترختسه هوفلروخ - فينندال - فيانن - فايك باي ديورستيده - فوردن - فودنبيرخ - زايست |